# Butifarra!
Butifarra! fue una revista satírica y socialista distribuida en Barcelona a partir de 1975, obra del colectivo homónimo. Coordinada por Alfonso López, tuvo dos épocas diferenciadas:

## Primera época
Querían hacerle un corte de mangas al poder, al franquismo, aún vivo aquel mayo de 1975. De ahí su nombre:  "Butifarra!" (su nombre es una expresión catalana que equivalente al corte de mangas), pretendía en origen ser una revista didáctica, que difundiese el socialismo y abordase la problemática de los barrios obreros de la ciudad de Barcelona.
Revista de izquierdas de humor gráfico nacía para acompañar a la transición, bajo el paraguas de la Federació d'Associacions de Veïns de Barcelona (FAVB), con el objetivo de usar la historieta y la sátira como instrumento de crítica social y denuncia de los problemas y reivindicaciones de los barrios y la clase obrera.
Tras haber lanzado con éxito un tebeo-catálogo con el título de "Tocata y Fuga de la Obra Sindical del Hogar" en abril de 1975, el equipo Butifarra lanzó el primer número de su propia revista el 15 de junio de ese mismo año.
Fue costeada en régimen de cooperativa por sus propios autores, entre los que destacaban, en un primer momento: Pere Lluis Barbera, José Briz, Francesc Capdevila, Ricard Soler, el ya citado Alfonso López, Antonio Martín, Albert Parareda, Francisco Pérez Navarro, Manuel Puyal, Juanjo Sarto, Iván Tubau y Carlos Vila. Posteriormente, se unieron al grupo Artur, L'Avi, Susana Campos, Montse Clavé, Luis García, José Luis Mompart, Pepe Robles, Ricard Soler, Mari Carmen Vila, y contó también con la colaboración ocasional de El Cubri, Carlos Giménez, Jan, Adolfo Usero y Ventura y Nieto.
Su edición corrió a cargo del "ANCHE" (Asociación para el Estudio de la Comunicación Humana) del Colegio Oficial de Ingenieros industriales de Cataluña, y su distribución, de asociaciones de vecinos y a través de venta directa. Alcanzó, esta primera época, 16 números ordinarios y 3 extraordinarios.
Los tebeos publicados en esta época no fueron firmados, ni se indicó en ningún lugar la composición de los miembros del Equipo

## Segunda época
Tras la primera etapa con la FAVB, hasta 1977, más asamblearia, cooperativista y underground, Butifarra! pasó a distribuirse en los quioscos, llegando a los 10 000 ejemplares al mes. Pero no era suficiente para Iniciativas Editoriales y en 1979 acabó el formato de revista. Pero el equipo siguió, con álbumes y otros encargos hasta 1987.

## Fondo documental
El Archivo Histórico de la Ciudad de Barcelona (ACHB) acoge el fondo documental procedente de las actividades del colectivo Butifarra! Se trata de un conjunto de dibujos originales y carteles impresos procedentes de las actividades del colectivo, creado en 1975 y activo básicamente en torno a la revista homónima. 
Los dibujos originales, clasificados por los mismos miembros del grupo antes de hacer la donación al AHCB, se agrupan en: originales de la primera época de la revista Butifarra! (junio 1975-mayo 1977); originales de la segunda época (noviembre 1977-enero 1979); encargos de entidades, entendidos como números únicos y para campañas específicas (entre los cuales el que se considera el “número cero” de la revista: Tocata y Fuga de la Obra Sindical del Hogar, de abril de 1975); álbumes monográficos en torno a un tema, que aparecieron después de la revista; originales no publicados; originales para la revista Más madera!, encargo de tipo comercial hecho por la Editorial Bruguera, que fue el último trabajo del equipo como tal, el año 1986; y 38 carteles impresos.